# Sarah Toscano
Sarah Toscano, född 9 januari 2006 i Vigevano, är en italiensk singer-songwriter, vinnare av den tjugotredje upplagan av talangshowen Amici di Maria De Filippi. 2025 debuterade hon på den 75:e San Remo-festivalen med låten "Amarcord", där hon rankades på sjuttonde plats.